# كريستوف تيله
كريستوف تيله (بالألمانية: Christoph Thiele)‏ هو رياضياتي وأستاذ جامعي ألماني، ولد في 10 سبتمبر 1968 في دارمشتات في ألمانيا.